# Delmonico's Restaurant
El Restaurant Delmonico's es uno de los primeros restaurantes de Estados Unidos que permaneció continuadamente abierto, y es considerado igualmente como uno de los primeros restaurantes «de lujo». El restaurante fue inaugurado en la ciudad de Nueva York en 1827. Originalmente fue una pastelería entre la 23 William Street. Considerado restaurante por primera vez en 1830. Al contrario que algunos bares y restaurantes de la época, el restaurante like Delmonico's permitía solicitar desde un menú (à la carte, en oposición a table d’hôte), en lugar de ofrecer comidas fijas a los clientes. Posteriormente Delmonico’s fue uno de los primeros restaurantes en ofrecer en Estados Unidos una carta de vinos separada.

## Historia
El restaurante fue inaugurado por los hermanos John y Peter Delmonico, procedentes de Ticino, Suiza. En el año 1831, se asociaron con su sobrino Lorenzo Delmonico, quien se hizo responsable de la lista de vinos del restaurante, así como de la elaboración de los menús. En 1862, el restaurante contrató a Charles Ranhofer, considerado uno de los mejores chefs de la época. Al comienzo de los años 1850s el restaurante tuvo entre sus invitados a la New England Society of New York sociedad que albergó a gran parte de los mejores oradores de la época. En 1860, Delmonico's proporcionó cáterin al Grand Ball de Eduardo VII en la Academy of Music ubicada en la 14th Street. Durante algunos años estuvo asociado a las comidas más populares de la época, y sus menús son empleados hoy en día como fuentes para la investigación histórica de los gustos culinarios de la época.
El restaurante tuvo mucho éxito desde el año 1865 hasta 1888 y expandió su firma con otros restaurantes del mismo nombre. En el año 1919, Edward L.C. Robins compró el restaurante Delmonico's. Su gran local, denominado "The Citadel", en la Quinta avenida y en 44th Street, cerró en 1923.

## Platos
Dos de los platos más característicos de Delmonico's son el lobster Newberg (bogavante Newberg) y las Delmonico Potatoes (patatas a lo Delmonico). Algunos autores mencionan que posiblemente también el Chicken à la King, pero entre los platos más afamados se encuentra el Delmonico steak. Los huevos Benedict se dice que fueron originados en este restaurante, pero existe una gran disputa entre varios chefs.

## Galería

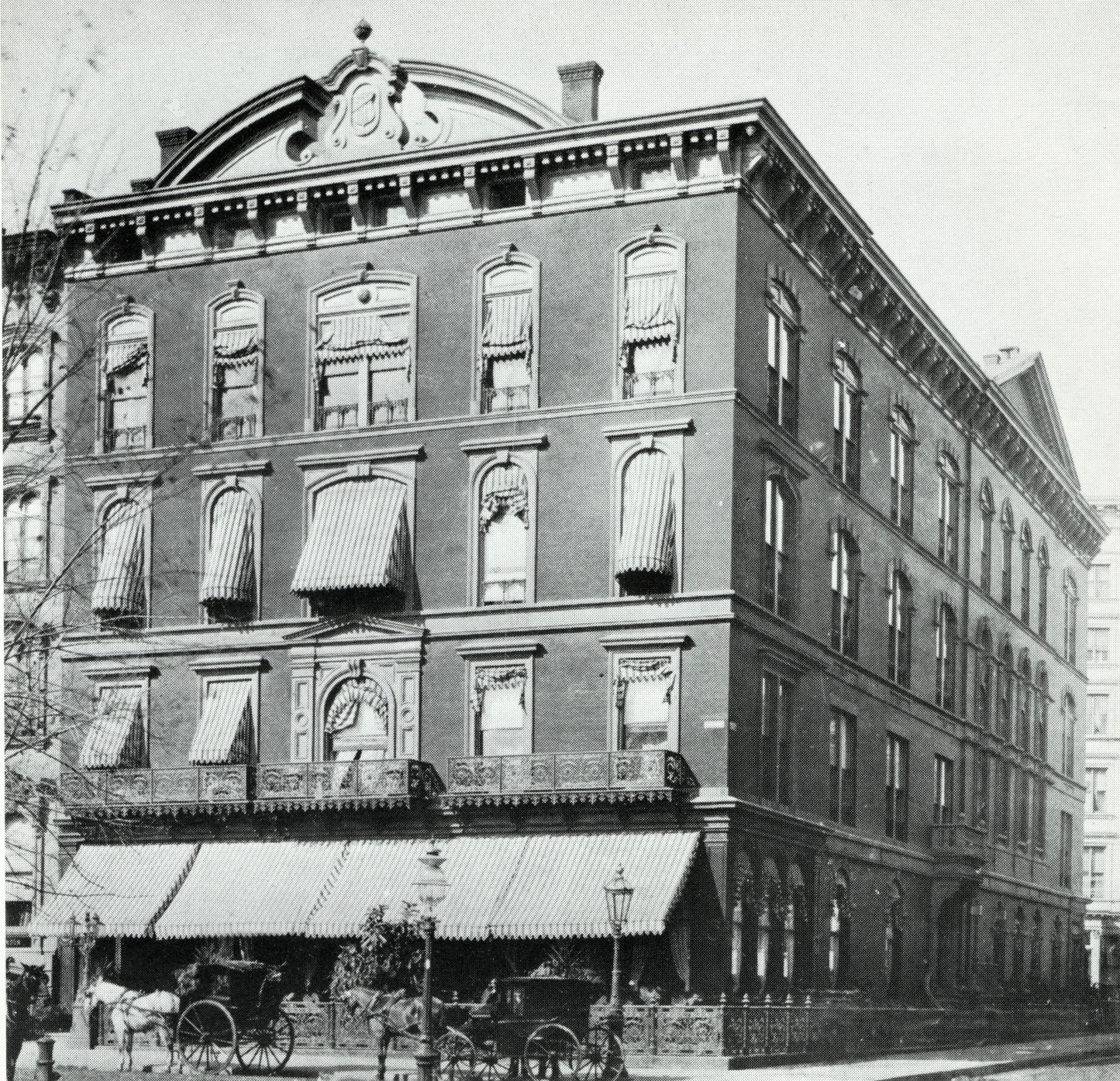
Delmonico's en 1888 (Quinta Avenida con calle 26)
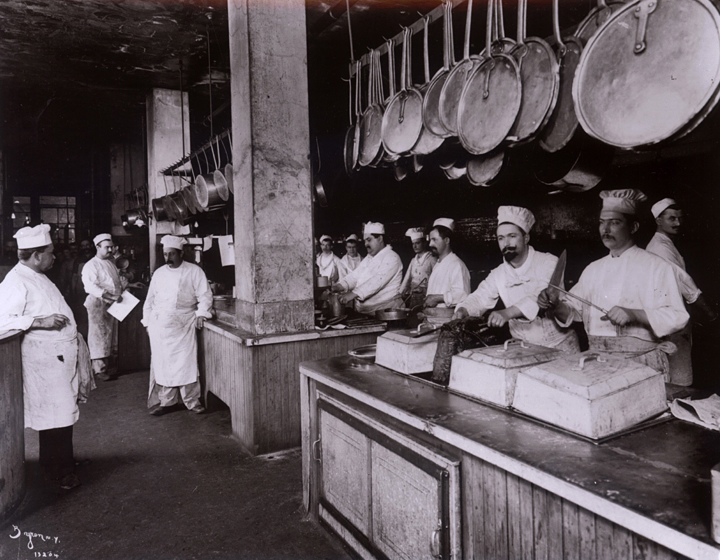
Brigade de cuisine en 1902
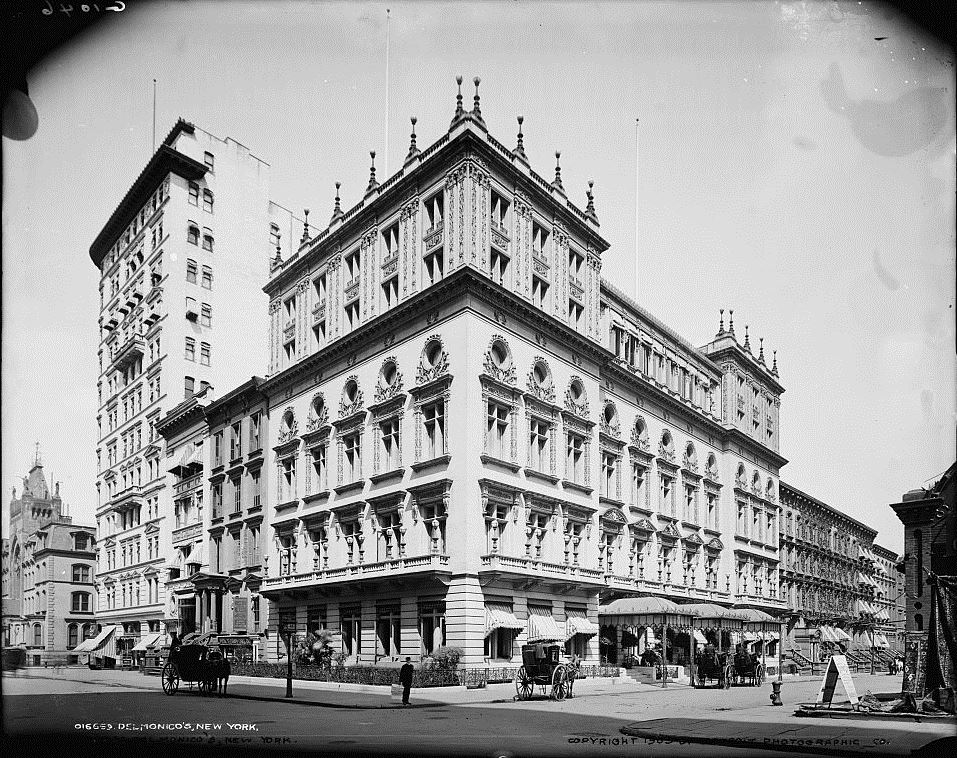
Delmonico's en 1903 (Quinta Avenida con calle 44)
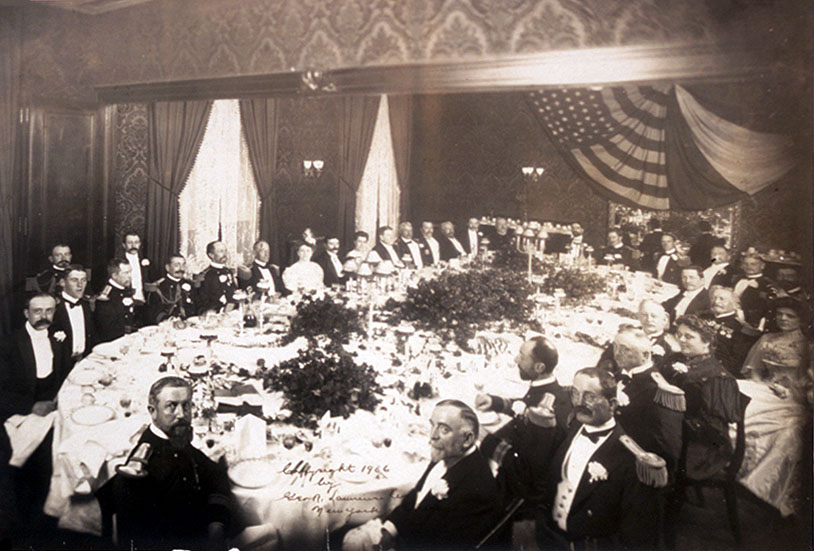
Cena en honor al almirante Campion en Delmonico's en 1906
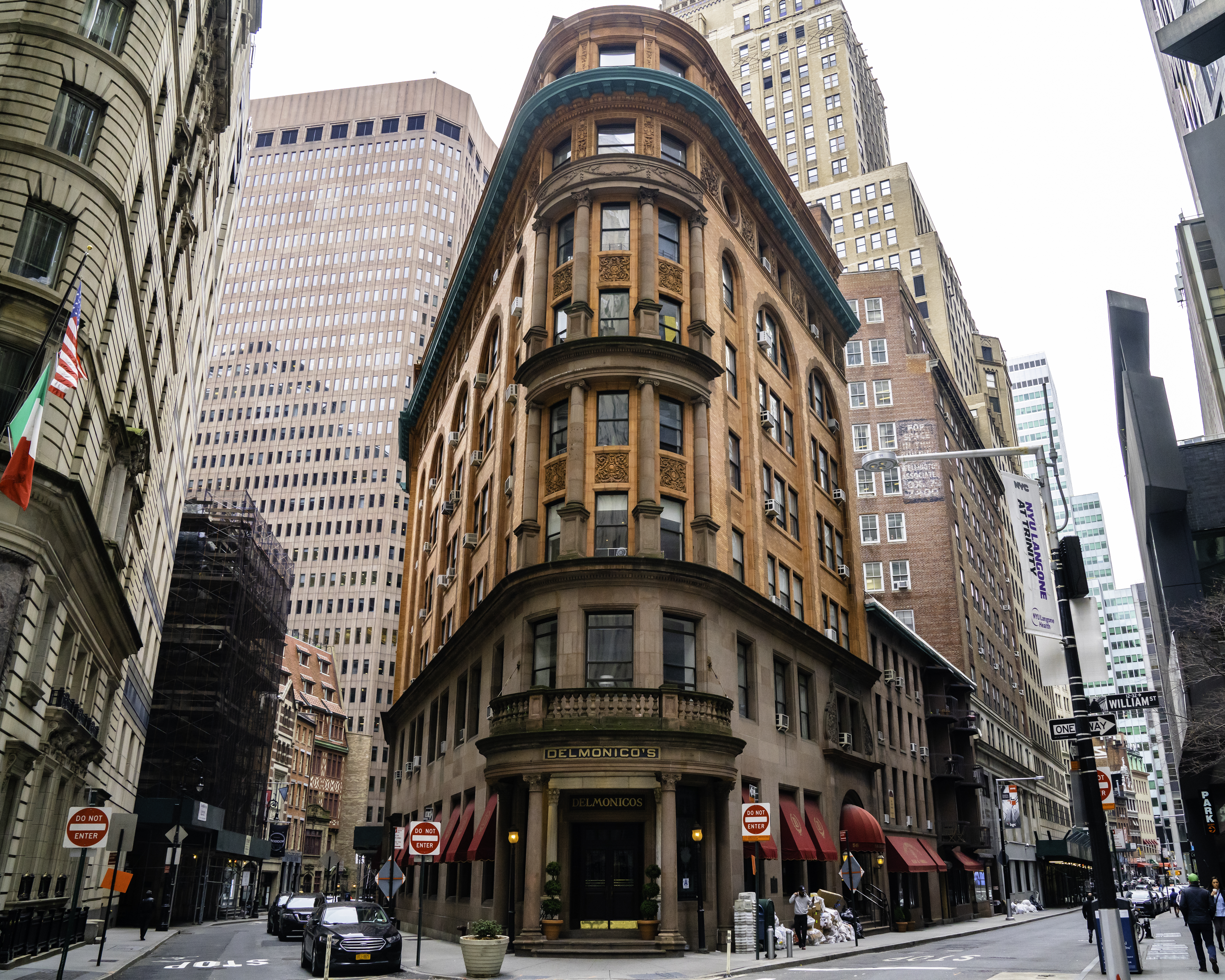
Delmonico's en la actualidad, entre las calles Beaver y William